# Parasphenella
Parasphenella is een geslacht van rechtvleugeligen uit de familie Pyrgomorphidae. De wetenschappelijke naam van dit geslacht is voor het eerst geldig gepubliceerd in 1956 door Kevan.

## Soorten
Het geslacht Parasphenella omvat de volgende soorten:
- Parasphenella carinata Bolívar, 1904
- Parasphenella dubia Bolívar, 1904
- Parasphenella forchhammeri Johnsen & Kevan, 1984
- Parasphenella meridionalis Kevan, 1956